# Scania CL94UB
Scania CL94UB – autobus miejski produkowany przez koncern Scania w Słupsku w firmie Scania Production Słupsk.
Większość produkowanych autobusów jest eksportowana. Obecnie w Polsce eksploatują je następujący przewoźnicy:
| Miasto              | Przewoźnik                | Liczba |
| ------------------- | ------------------------- | ------ |
| Kalisz              | Kaliskie Linie Autobusowe | 7      |
| Olsztyn             | MPK Olsztyn               | 12     |
| Grodzisk Mazowiecki | PKS Grodzisk Mazowiecki   | 2      |
| Stargard            | MZK Stargard              | 6      |
| Słupsk              | MZK Słupsk                | 4      |
| Tarnów              | MPK Tarnów                | 10     |
| Suma                | Suma                      | 41     |